# Абатство Вітбі
Абатство Вітбі (англ. Whitby Abbey) — історична та архітектурна пам'ятка Англії, що збереглася у вигляді руїн абатства збудованому в готичному стилі в XIII сторіччі. Пам'ятка охороняється законом і знаходиться під опікою організації Англійська Спадщина (англ. English Heritage). Розташоване абатство в місті Вітбі, на східному березі річки Еск. Завдяки розташуванню руїн на пагорбі біля місця впадіння річки Еск в Північне море їх можна побачити як з іншого берега річки, так і з моря. Сьогодні руїни Абатства Вітбі є однією з найпопулярніших туристичних цікавинок Північного Йоркшира та східного узбережжя Англії. 

## Історія
Перший монастир в районі Вітбі, яке тоді називалося Стреонешалх (англ. Streoneshalh), було засновано приблизно в 657 році. Принцеса Гільда, з племені англів, стала першою абатисою монастиря і була пізніше канонізована. В монастирі тоді мешкали як монахи так і монахині. Він став одним з найважливіших релігійних центрів англо-саксонського світу того часу. В 664 році тут засідав Синод Вітбі, за участі короля Нортамбрії Освія, на якому вирішувалося, якого христянського обряду має дотримуватися монастир — кельтського чи римського (латинського). Рішення було прийнято на користь римського обряду. В той час в монастирі також мешкав світський чоловік на ім'я Кедмон — найперший відомий англійський поет. Тодішні мешканці, англи, покинули монастир та навколишнє поселення в IX сторіччі, можливо внаслідок набігів вікінгів. Вікінги також заснували тут своє поселення. На час норманського завоювання в 1066 році вікінги вже пішли, але залишили після себе назву Вітбі. Приблизно в 1078 році в Вітбі постав новий, бенедектинський, монастир. Будівництво абатства в готичному стилі, руїни якого збереглися до нашого часу, почалося в XII сторіччі і продовжувалося протягом наступних двохсот років.  
Абатство припинило своє існування в якості релігійного центру в 1539 році, після того як король Генрі VIII оголосив себе главою англійської церкви та розпустив усі католицькі монастирі. Одразу ж після закриття абатства, в 1541 році, сер Річард Чормлі викупив його будівлі та прилеглу територію, і заснував один із своїх маєтків. Впродовж наступних двохсот років, родина Чормлі реставрувала час від часу старовинні будівлі абатства. У XVIII сторіччі, родина полишила абатство, після чого будівлі почали руйнуватися внаслідок ерозії від вітру та дощу.  З початку XVIII сторіччя Вітбі стало популярним курортним містом, а руїни абатства — туристичною принадою. 

## В літературі
Наприкінці XIX сторіччя письменник Брем Стокер, автор бестселера «Дракула», відвідував Вітбі. Руїни абатства та місцеві краєвиди надихнули його настільки, що він змалював їх в своєму знаменитому романі. Коли Дракула прибуває з Трансильванії до Англії, він сходить на берег саме в Вітбі, перетворившись на чорного собаку.